# Metro de Argel

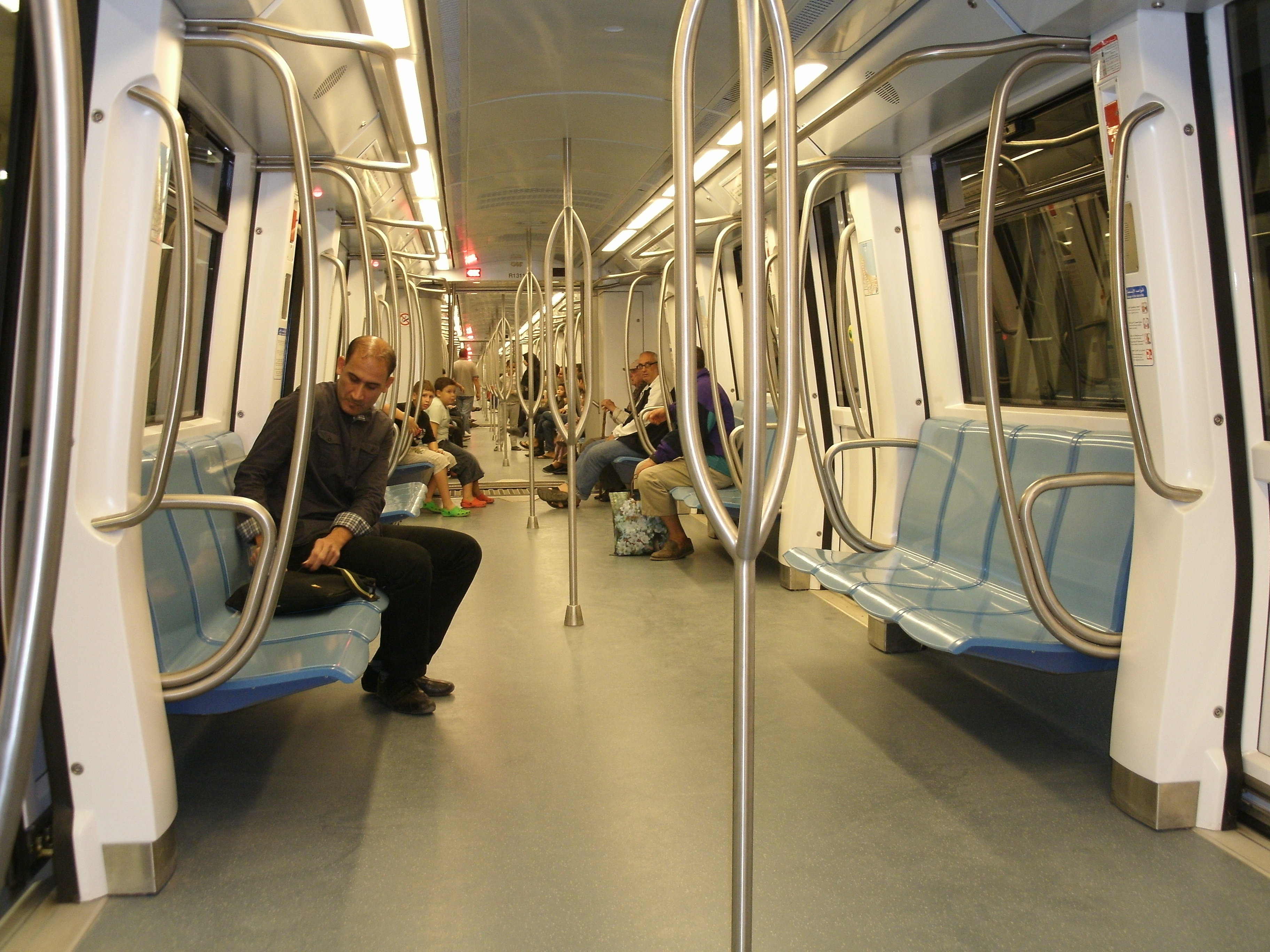
En el interior del tren del Metro de Argel.

Metro de Argel (Árabe: مترو الجزائر العاصمة, Francés: Métro d'Alger), es el sistema de metro de la capital argelina para la realización de un sistema de transporte subterráneo. Las obras empezaron en 1971 pero debido a diversos problemas su construcción se retrasó, la apertura estaba prevista para el verano de 2009.
La primera fase, la línea 1 de 9 kilómetros y 10 estaciones, fue puesta en servicio el 1 de noviembre de 2011.

## Líneas

### Línea 1
Las primeras estaciones de la línea 1 tienen por nombre Haï El Badr, Cité Mer et Soleil, Cité Amirouche, Les Fusillés, Jardin d'Essai, Hamma, Aïssat Idir, 1 y el 5 de julio de 2015 llegará desde Hai El Badr hasta El Harrach Centre que tendrán 14 estaciones. 1.er mai, Khalifa Boukhalfa y Tafourah-Grande Poste.
- Dos prolongaciones de la línea están en construcción:
  - de Haï El Badr hasta Aïn Naâdja
  - de Tafourah-Grande Poste hasta la Place des Martyrs: las obras de este tramo, de 2 estaciones, han tenido que ser interrumpidas, debido a que en las excavaciones, se descubrieron unos restos arqueológicos al pie de la Casbah.[3]

#### Estaciones

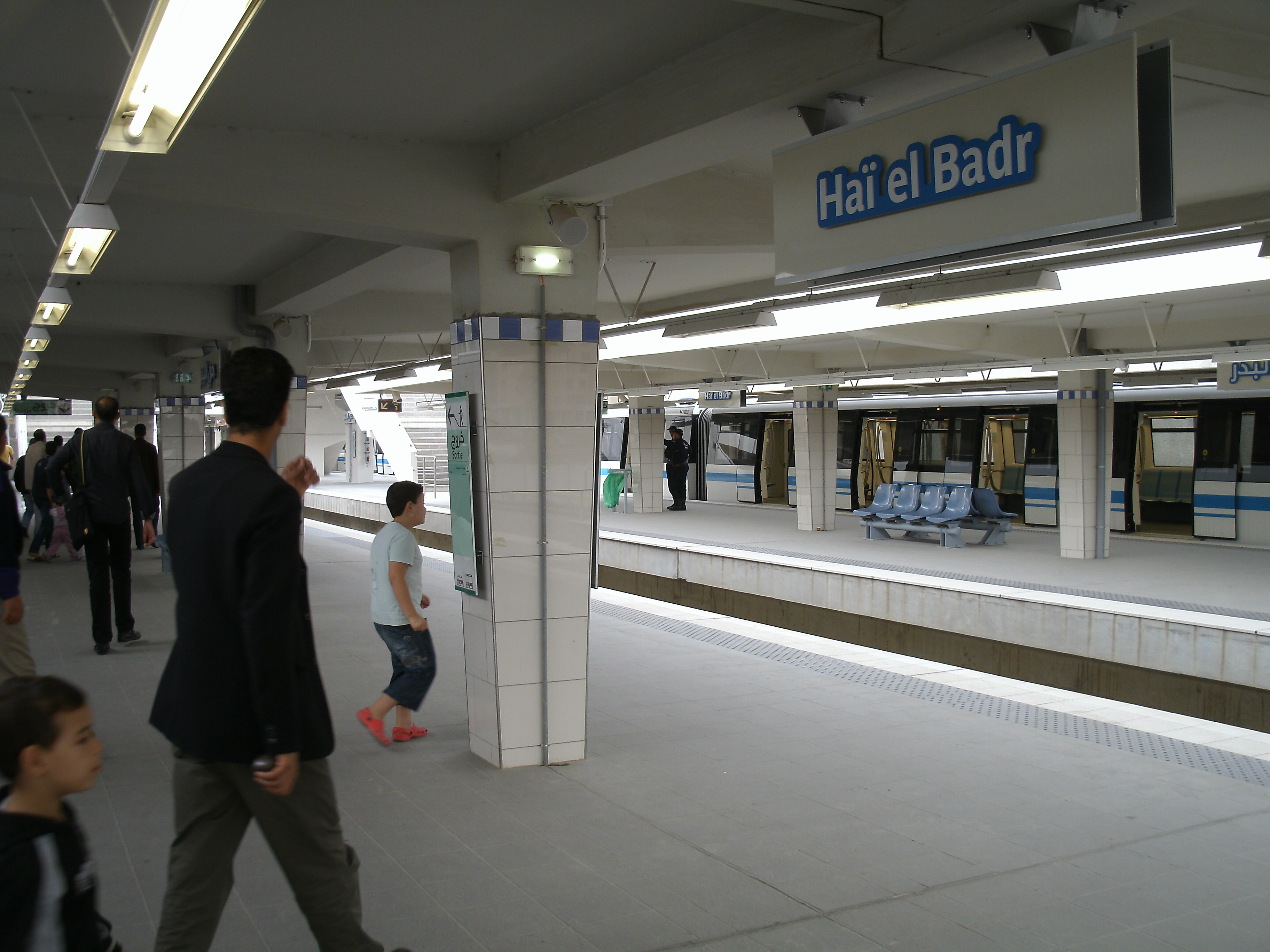
Vista de andenes de la Haï el Badr del Metro de Argel

| Estación                | Comunidad    | Coordenadas                              |
| ----------------------- | ------------ | ---------------------------------------- |
| Tafourah - Grande Poste | Argel Centre | 36°46′19″N 3°03′29″E / 36.77194, 3.05806 |
| Khelifa Boukhalfa       | Argel Centre | 36°45′59″N 3°03′13″E / 36.76639, 3.05361 |
| 1.er Mai                | Sidi M'Hamed | 36°45′38″N 3°03′19″E / 36.76056, 3.05528 |
| Aïssat Idir             | Sidi M'Hamed | 36°45′24″N 3°03′31″E / 36.75667, 3.05861 |
| Hamma                   | Belouizdad   | 36°45′11″N 3°03′59″E / 36.75306, 3.06639 |
| Jardin d'essai          | Belouizdad   | 36°44′49″N 3°04′20″E / 36.74694, 3.07222 |
| Les Fusillés            | Hussein Dey  | 36°44′32″N 3°04′59″E / 36.74222, 3.08306 |
| Cité Amirouche          | Hussein Dey  | 36°44′16″N 3°05′39″E / 36.73778, 3.09417 |
| Cité Mer et Soleil      | Hussein Dey  | 36°44′00″N 3°06′04″E / 36.73333, 3.10111 |
| Haï El Badr             | El Magharia  | 36°43′31″N 3°06′08″E / 36.72528, 3.10222 |

### Futuras líneas
Se han previsto más extensiones de la línea 1, así como otras dos líneas de metro:
- La línea 2, de 15 estaciones, saldrá de Tafourah-Grande Poste hacia Bordj El Kiffan o Dar El Beïda
- La línea 3, de 11 estaciones, enlazará Hussein Dey con Dely Ibrahim